# Panacca tasmanica
Panacca tasmanica is een tweekleppigensoort uit de familie van de Parilimyidae. De wetenschappelijke naam van de soort is voor het eerst geldig gepubliceerd in 1914 door Hedley & May.